# Francis Wargnier
Pour les articles homonymes, voir Wargnier.
 (novembre 2021).
 (novembre 2021).
Il peut être nécessaire de l'améliorer pour respecter le principe de neutralité de point de vue. Veuillez consulter la page de discussion pour plus de détails.

Francis Wargnier est un ingénieur du son et un monteur son français.

## Biographie

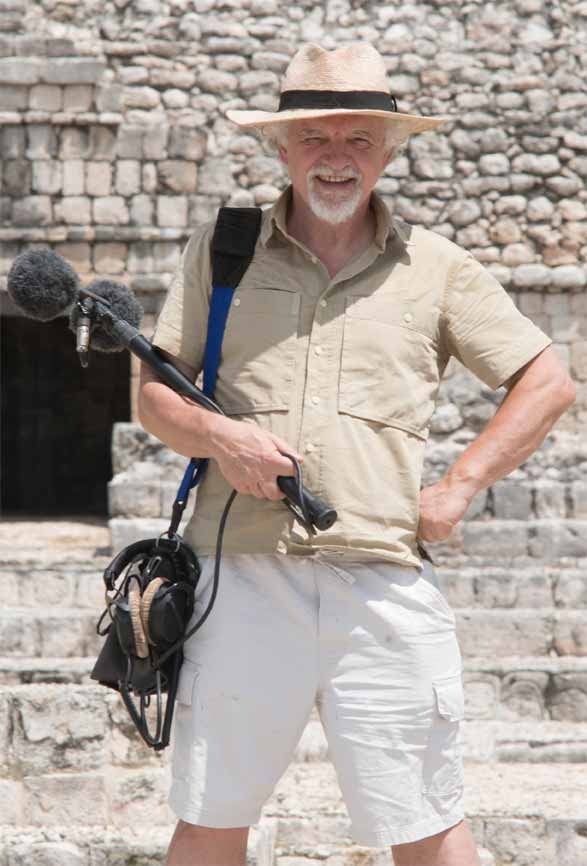
Francis Wargnier, Edzna, 2018

Il fait des études de cinéma à l'École nationale supérieure Louis-Lumière, département son, dont il sort diplômé en 1974.
Il fait des études au CNAM en acoustique entre 1973 et 1975.
Il entre à l'INA (Institut national de l'audiovisuel) en 1975 jusqu'en 1998, comme ingénieur du son puis responsable du service son à partir de 1986.
Il est producteur à l'ACR (atelier de création radiophonique) de France Culture, entre 1982 et 2006.
Il enseigne la prise de son stéréphonique à l'École nationale supérieure Louis Lumière.

## Filmographie (sélection)
- 2000 : Tout va bien, on s'en va de Claude Mouriéras
- 2001 : Romances de terre et d'eau de Jean-Pierre Duret et Andrea Santana
- 2001 : Maria Bethânia d' Hugo Santiago
- 2001 : Comment j'ai tué mon père d'Anne Fontaine
- 2002 : Amen. de Costa-Gavras
- 2002 : Le loup de la côte ouest d' Hugo Santiago
- 2004 : Les Temps qui changent d'André Téchiné
- 2004 : Violence des échanges en milieu tempéré de Jean-Marc Moutout
- 2005 : L'Avion de Cédric Kahn
- 2006 : Mon meilleur ami de Patrice Leconte
- 2007 : La Chambre des morts d'Alfred Lot
- 2007 : Le Scaphandre et le Papillon de Julian Schnabel
- 2007 : Les Témoins d'André Téchiné
- 2008 : Inju : la Bête dans l'ombre de Barbet Schroeder
- 2008 : Un cœur simple de Marion Laine
- 2009 : Un prophète de Jacques Audiard
- 2009 : La Fille du RER d'André Téchiné
- 2010 : Une petite zone de turbulences d'Alfred Lot
- 2011 : Mon pire cauchemar d'Anne Fontaine
- 2011 : Impardonnables d'André Téchiné
- 2011 : Les Yeux de sa mère de Thierry Klifa
- 2012 : Après la bataille de Yousry Nasrallah
- 2012 : À cœur ouvert de Marion Laine
- 2012 : Quand je serai petit de Jean-Paul Rouve
- 2012 : Les Adieux à la reine de Benoît Jacquot
- 2013 : Amazonia de Thierry Ragobert
- 2013 : Perfect Mothers d'Anne Fontaine
- 2014 : Gemma Bovery d'Anne Fontaine
- 2014 : L'Homme qu'on aimait trop d'André Téchiné
- 2015 : Eva ne dort pas de Pablo Agüero
- 2015 : Le Ciel du centaure d'Hugo Santiago
- 2016 : À jamais de Benoît Jacquot
- 2016 : Les Innocentes d'Anne Fontaine
- 2016 : Quand on a 17 ans d'André Téchiné
- 2017 : Nos années folles d'André Téchiné
- 2018 : A son of man de Luis Felipe Fernandez et Pablo Agüero
- 2019 : Cunningham de Alla Kovgan
- 2019 : Les petits maîtres du grand hôtel de Jacques Deschamps

## Prix et nominations

### Nominations
- César du meilleur son[4]
  - en 2003 pour Amen
  - en 2008 pour Le Scaphandre et le Papillon
  - en 2010 pour Un prophète
  - en 2013 pour Les Adieux à la reine

### Prix d'excellence pour le sound design
- European Film Award
  - en 2009 pour Un prophète[5]